# Rusholme
Rusholme ist ein Stadtteil von Manchester, England, ca. 3,2 km südlich des Stadtzentrums. Wegen der Nähe zu den Universitäten besteht die Bevölkerung zu einem großen Anteil aus Studenten.
Die Hauptverkehrsstraße ist Wilmslow Road, mit einer Vielzahl von Geschäften und Restaurants, geprägt von Einwanderern aus Indien und Pakistan. Im Süden von Rusholme befindet sich der öffentlich zugängliche Platt Fields Park mit einem kleinen See.

## Geschichte
Älteste Funde stellen römische Goldmünzen aus der Zeit des zweiten bis dritten Jahrhunderts nach Christus dar, der Name einer Siedlung Russum taucht erst Mitte des dreizehnten Jahrhunderts auf. Bis zum achtzehnten Jahrhundert hing die Bevölkerung von der Landwirtschaft ab.

## Geographie
Rusholme ist umgeben von Fallowfield im Süden, Moss Side im Westen, Victoria Park im Osten und Chorlton-on-Medlock im Norden.

## Persönlichkeiten
- Neville Cardus, Sport und Musikkritiker
- Roy Harper (* 1941), Musiker, Singer-Songwriter
- Alan Badel (1923–1982), Schauspieler
- Tina O’Brien (* 1983), Schauspielerin
- Ian Hay (richtiger Name John Hay Beith), Schriftsteller.

## Bilder

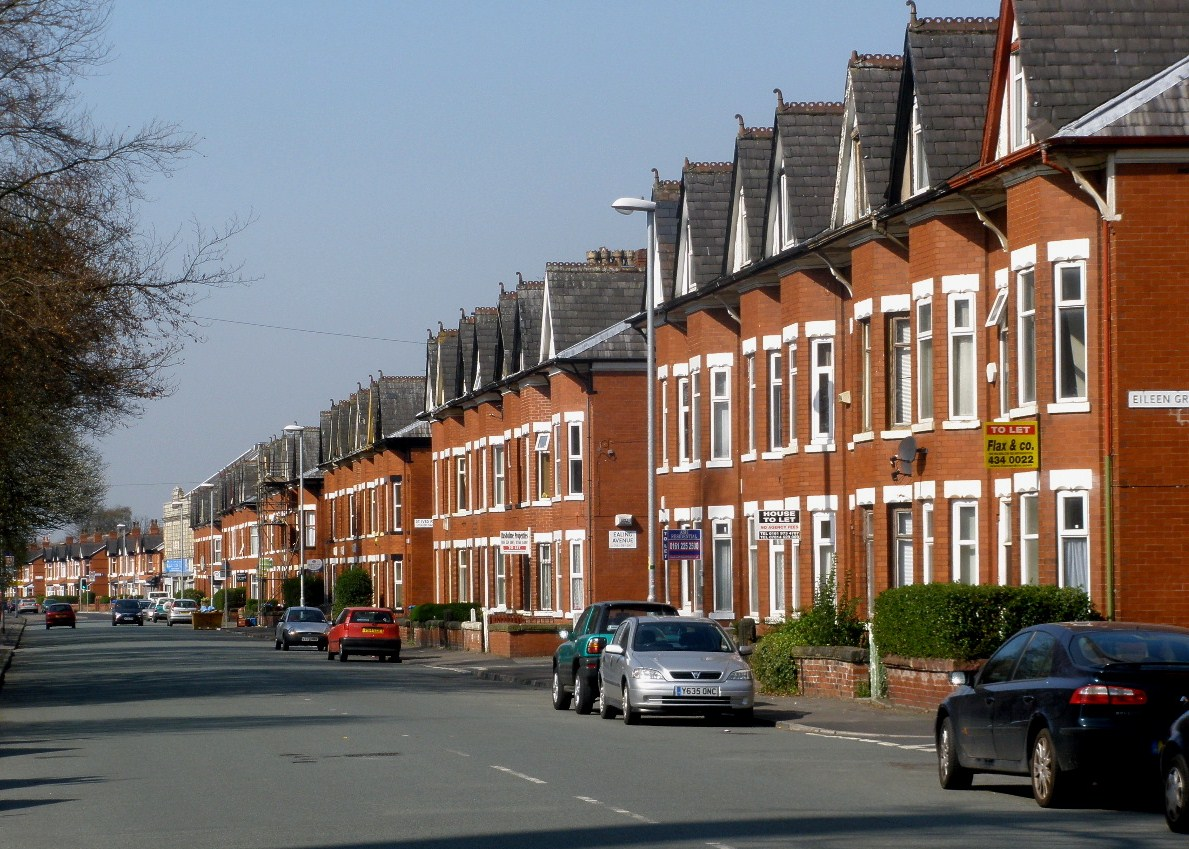
Platt Lane in Rusholme
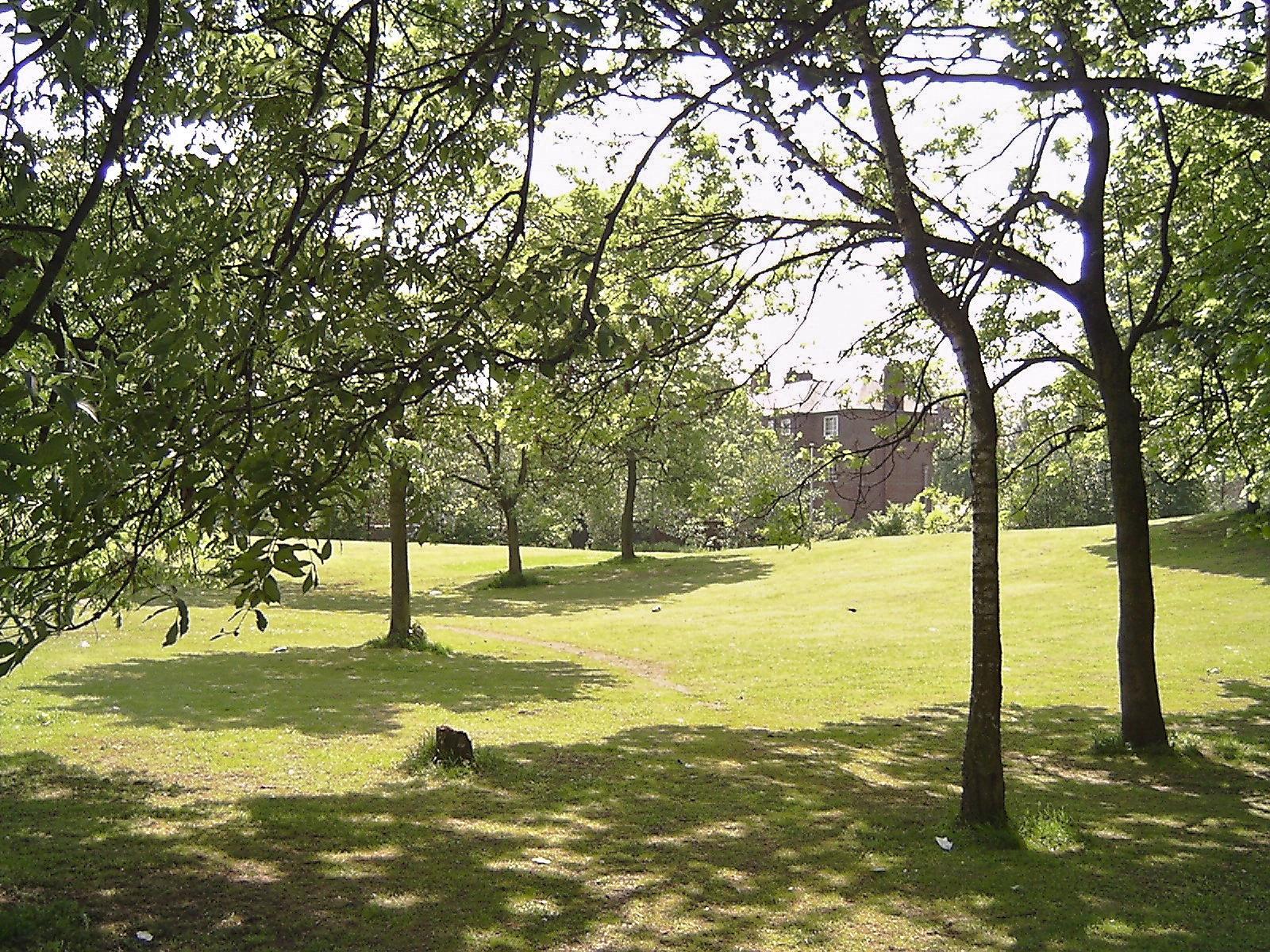
Ansicht des Platt Fields Park
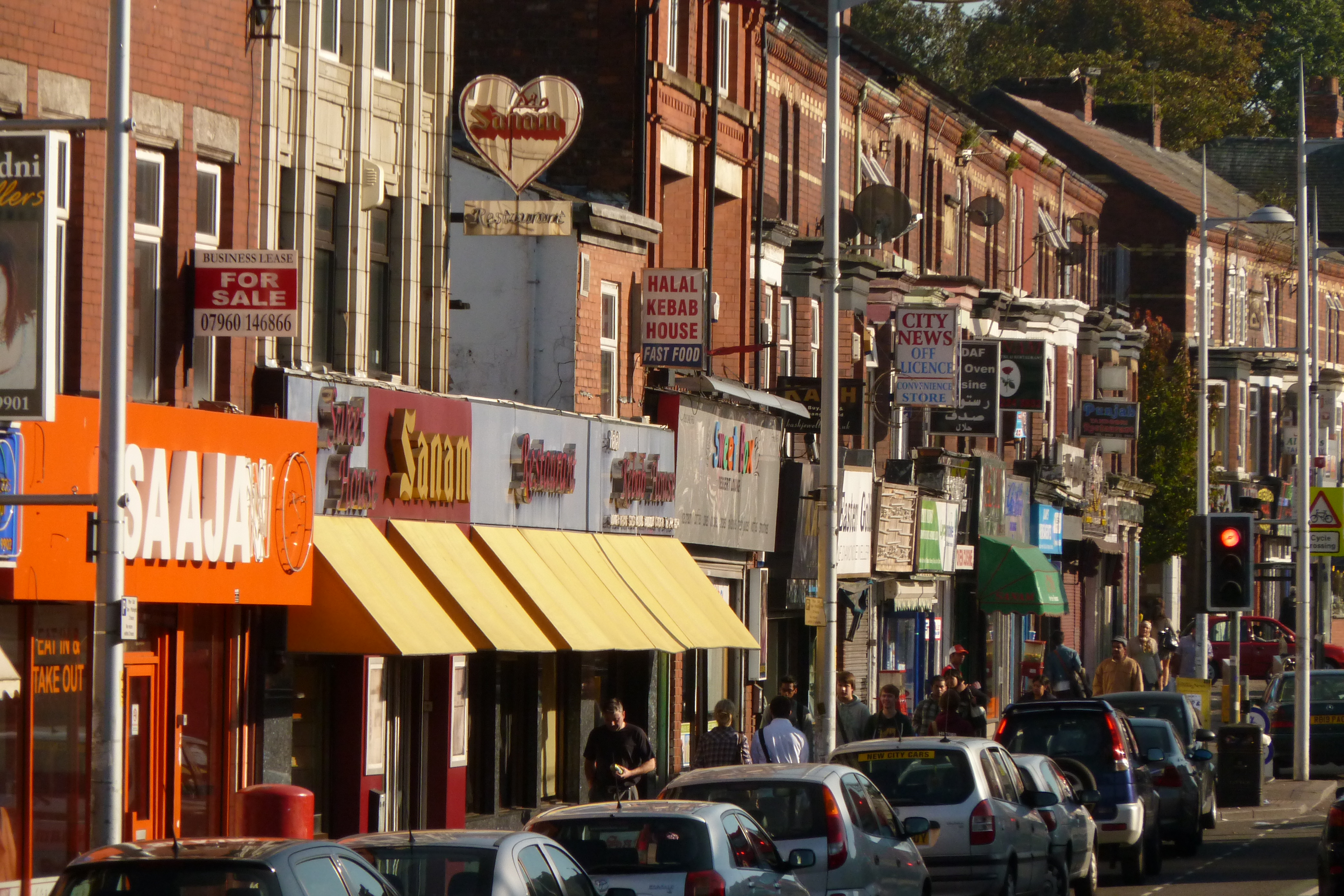
Die Curry-Meile der Wilmslow Road